# Костас Василијадис
Константинос „Костас“ Василијадис (грч. Κωνσταντίνος "Κώστας" Βασιλειάδης; Солун, 15. март 1984) је грчки кошаркаш. Игра на позицијама бека и крила.
Василијадис је рођен у Солуну, али је одрастао у Кукушу где је начинио прве кошаркашке кораке.

## Успеси

### Клупски
- Малага:
  - Првенство Шпаније (1): 2005/06.

### Појединачни
- Идеални тим Еврокупа — прва постава (1): 2012/13.
- Ол-стар утакмица Првенства Грчке (3): 2005, 2006, 2008.
- Најбољи стрелац Европског првенства до 20 година (1): 2004.

### Репрезентативни
- Европско првенство до 18 година:  2002.
- Светско првенство до 19 година:  2003.
- Светско првенство до 21 године:  2005.